# Johann Wilhelm Pfaff
Johann Wilhelm Andreas Pfaff, född den 5 december 1774 i Stuttgart, död där den 26 juni 1835, var en tysk astronom. Han var bror till Johann Friedrich och Christoph Heinrich Pfaff samt far till Hans och Friedrich Pfaff.
Pfaff blev professor i ren och använd matematik successivt i Dorpat 1803, Nürnberg 1809, Würzburg 1817 och Erlangen 1818. Han författade åtskilliga skrifter och uppsatser i astronomi och fysik samt även i astrologi, bland annat Der Voltaismus (1803), Astrologie (1816) och Wilhelm Herschels Entdeckungen (1828).